# Tunelul Schuman-Josaphat (Bruxelles)
Tunelul Schuman-Josaphat (fr  Tunnel Schuman-Josaphat; nl  Schuman-Josaphattunnel) este un tunel feroviar din Regiunea Capitalei Bruxelles. Tunelul are o lungime de 1.250 de metri și asigură o legătură directă între gara Bruxelles-Schuman de pe linia 161 și gara Meiser de pe linia 26, situată în cartierul Josaphat.

## Inaugurare
Tunelul a fost deschis pe 4 aprilie 2016, deși termenul prevăzut inițial era decembrie 2015. Această amânare a avut drept cauză directă amenințările teroriste din Bruxelles în perioada imediat următoare atentatelor de la Paris, din noiembrie 2015. Din cauza suprasolicitării serviciilor de securitate, exercițiile de siguranță în tunel și de evacuare în caz de criză nu au putut fi efectuate. Testele de siguranță au fost executate abia pe 25 februarie 2016, cu doar o lună înainte de atentatele de la Bruxelles. În perioada anterioară deschiderii tunelului, peroanele din gara Schuman erau folosite ca punct terminus pentru garniturile de tren fără pasageri.

## Descrierea proiectului
Traseul feroviar începe cu propriile linii dedicate de la Gara Bruxelles-Luxemburg către Gara Bruxelles-Schuman, unde șinele se contopesc în linia 161 a Infrabel. În gara Schuman noul traseu are propriile peroane, care traversează în diagonală stația de metrou Schuman. Din acest motiv, trenurile sunt vizibile de pe peroanele de metrou. De la gara Schuman începe tunelul feroviar propriu-zis, situat sub tunelul rutier Kortenberg. Din locul în care ajunge sub bulevardul Eugène Plasky, tunelul cotește spre nord și continuă pe sub această arteră până la intersecția cu linia 26 a Infrabel.
Tunelul reprezintă o soluție pentru problemele de capacitate cu care se confruntă rețeaua feroviară din Bruxelles. De asemenea, tunelul era o componentă absolut necesară în perspectiva implementării Rețelei Expres Regionale, care, prin noile trasee introduse și prin sporirea frecvenței trenurilor, va pune o și mai mare presiune pe rețeaua feroviară curentă. Nu în ultimul rând, tunelul face posibilă legătura directă între Cartierul European și aeroportul Brussels Airport. Suplimentar față de conexiunea existentă via linia 26 și a liniei spre Leuven, tunelul închide un arc între liniile 26 și 25N prin care se poate ajunge la aeroport dinspre partea de nord. Această rută este în plus mai scurtă și mai rapidă.
Construcția tunelului a costat 365 milioane de euro.

## Orarul trenurilor
Conform primului mers al trenurilor de după inaugurare, prin tunelul Schuman-Josaphat circulă garnituri doar în zilele lucrătoare. Două trenuri personale ce vin dinspre Etterbeek folosesc mai departe traseul subteran. Suplimentar, două trenuri IC circulă prin tunel pentru a ajunge la aeroport. Trenurile personale via Merode au fost menținute în circulație.
În timpul săptămânii circulă în jur de opt trenuri pe oră prin noul tunel, câte patru în fiecare direcție. Serviciile IC care folosesc tunelul sunt IC-25 și IC-40. Liniile suburbane S sunt S5 Mechelen – Geraardsbergen și S9 Leuven – Braine-l'Alleud.. (Vezi harta).

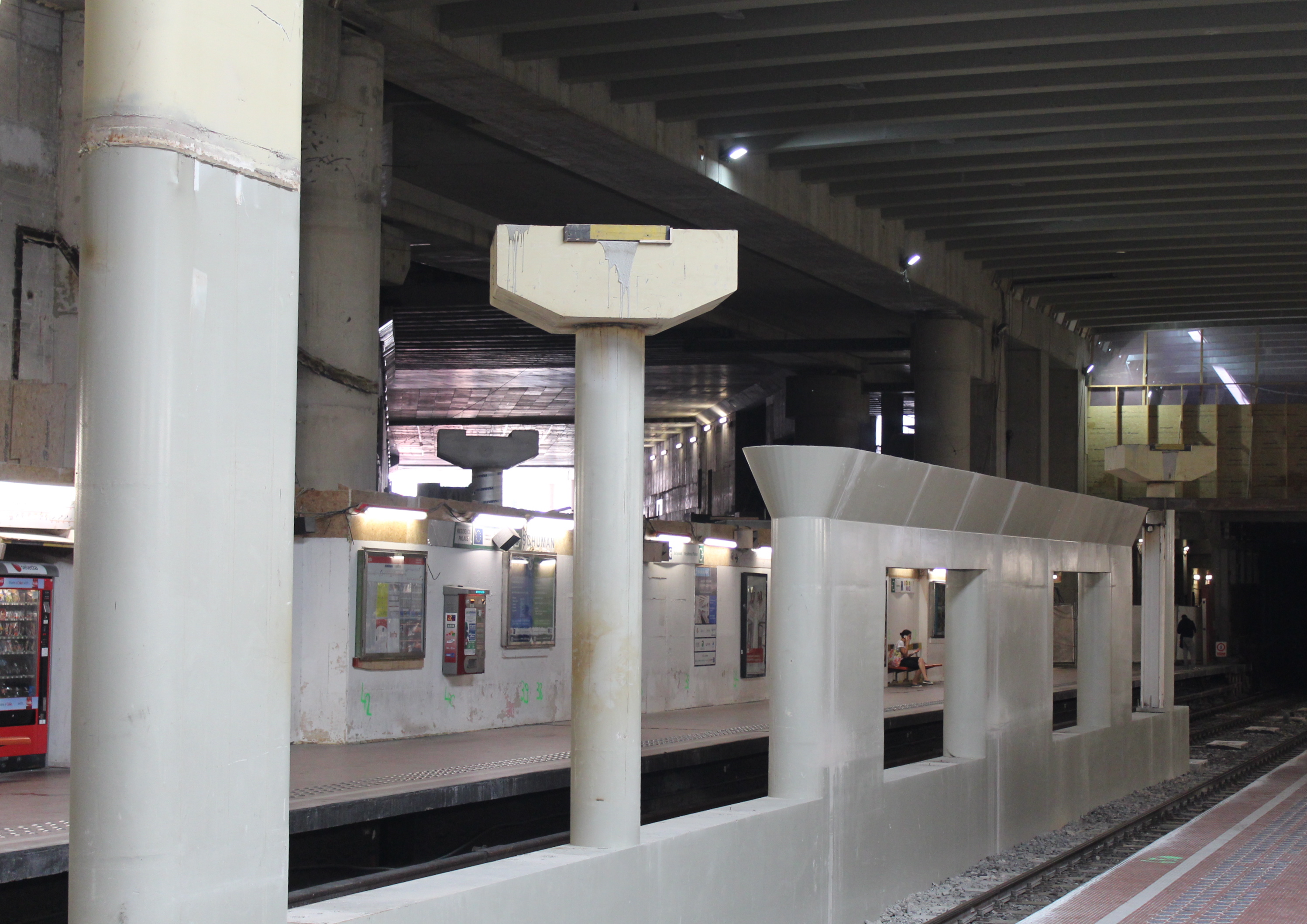
Stâlpii de susținere a viitoarelor linii în stația de metrou.
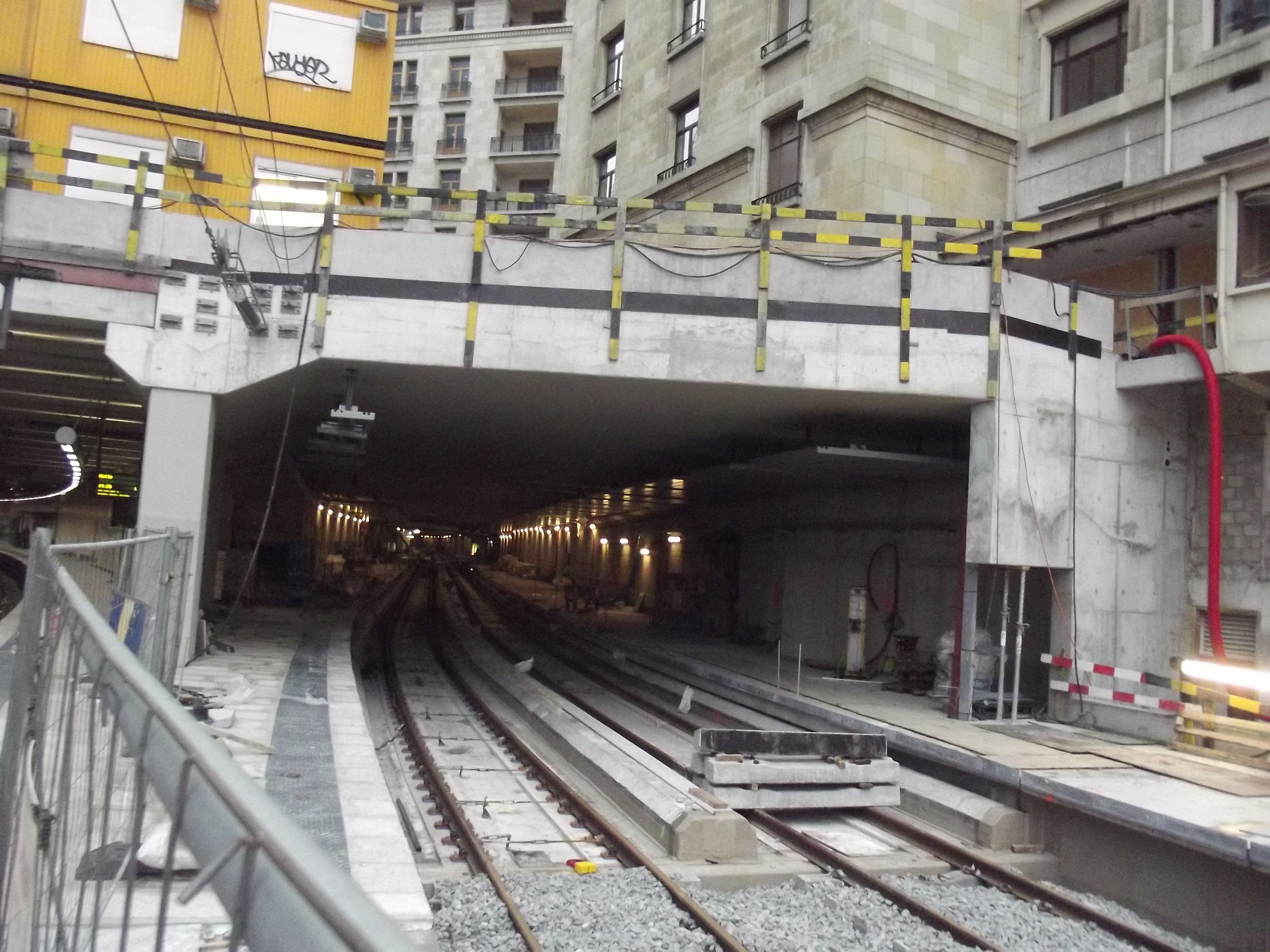
Montarea șinelor la intrarea în tunel.
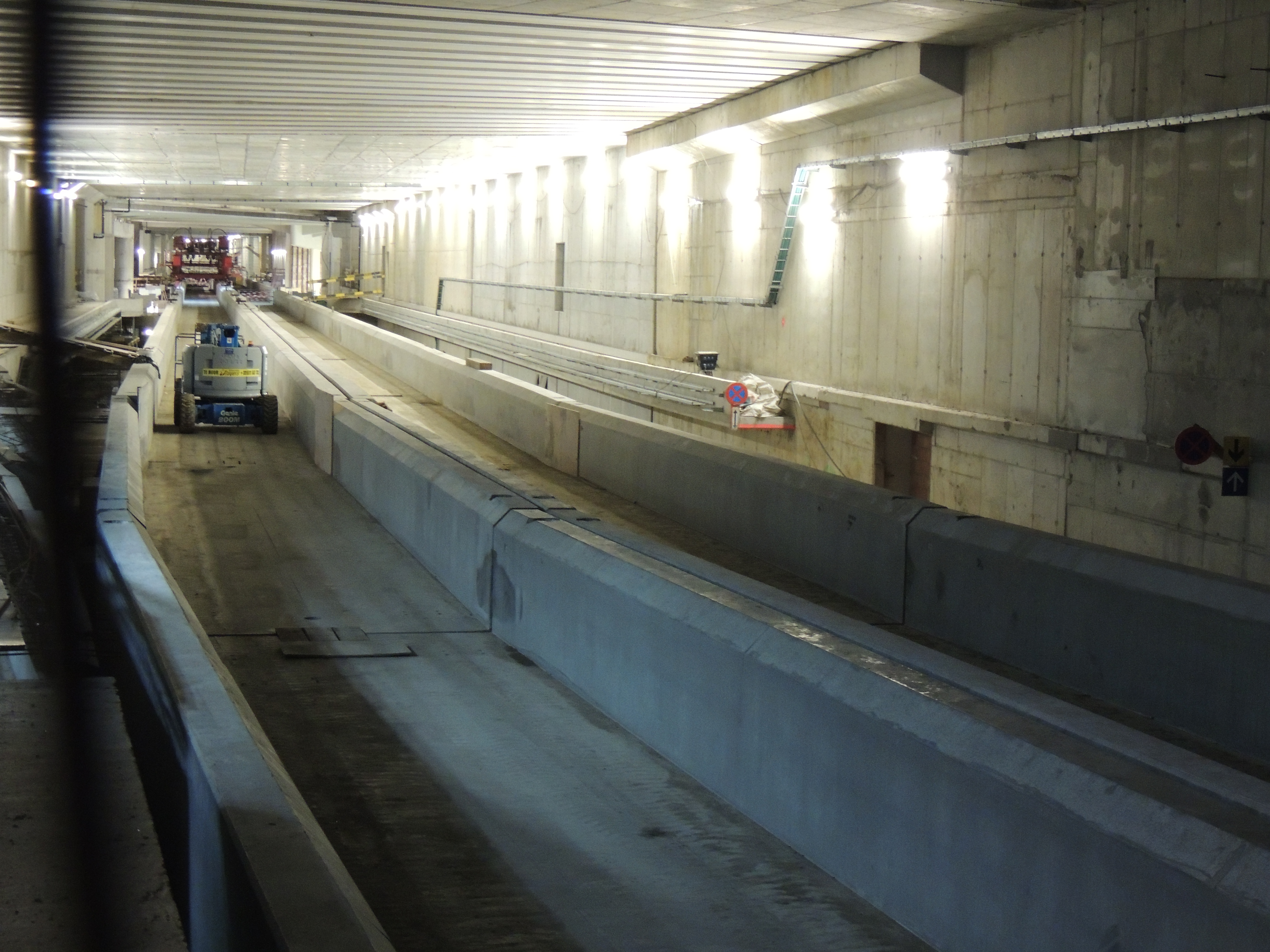
Galeria înainte de montarea șinelor.
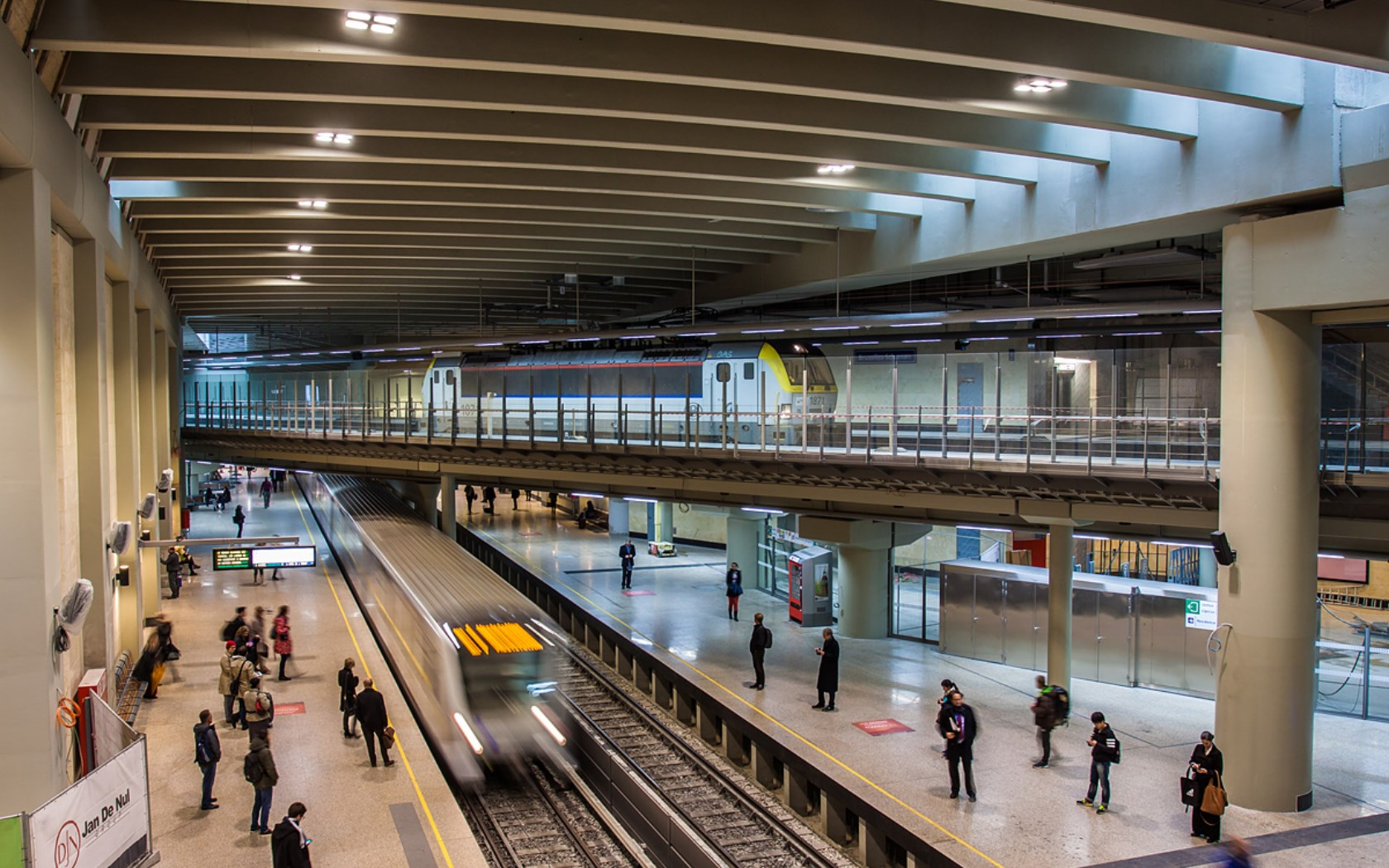
Locomotivă în gara Schuman. Dedesubt, stația de metrou Schuman.
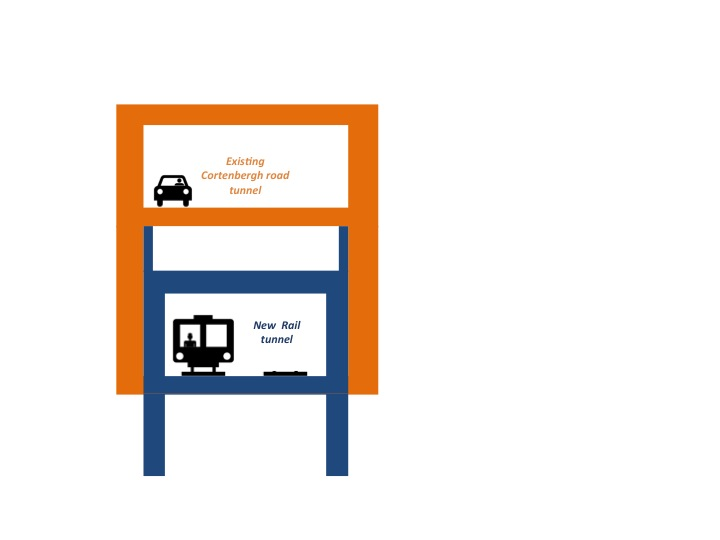
Secțiune prezentând tunelul Schuman-Josaphat sub tunelul Kortenberg.